# مايك داي (لاعب دارت)
مايك داي (بالإنجليزية: Mike Day)‏ هو لاعب دارت نيوزيلندي، ولد في 31 يوليو 1955 في نيوزيلندا.

## وصلات خارجية
- مايك داي على موقع DartsDatabase.co.uk (الإنجليزية)